# Erromenus analis
Erromenus analis là một loài tò vò trong họ Ichneumonidae.